# Vesttyskland ved OL
Vesttyskland deltog første gang i olympiske lege under Vinter-OL 1968 i Grenoble og sidste gang under Sommer-OL 1988 i Seoul. Udøvere fra Vesttyskland havde tidligere deltaget som Tyskland (1896–1952) og Tysklands forenede hold (et hold med deltagere fra Forbundsrepublikken Tyskland (BRD) og DDR (Østtyskland)) (1956–1964). Efter den tyske genforening deltog Tyskland fra og med Vinter-OL 1992 i Albertville igen som ét Tyskland.
Sommer-OL 1972 i München blev arrangeret af det daværende Vesttyskland.

## Medaljeoversigt
| Vesttysklands medaljer under de olympiske sommerlege | Vesttysklands medaljer under de olympiske sommerlege | Vesttysklands medaljer under de olympiske sommerlege | Vesttysklands medaljer under de olympiske sommerlege | Vesttysklands medaljer under de olympiske sommerlege | Vesttysklands medaljer under de olympiske sommerlege |                  | Vesttysklands medaljer under de olympiske vinterlege | Vesttysklands medaljer under de olympiske vinterlege | Vesttysklands medaljer under de olympiske vinterlege | Vesttysklands medaljer under de olympiske vinterlege | Vesttysklands medaljer under de olympiske vinterlege | Vesttysklands medaljer under de olympiske vinterlege |
| Lege                                                 | Guld                                                 | Sølv                                                 | Bronze                                               | Totalt                                               | Rang                                                 | Lege             | Guld                                                 | Sølv                                                 | Bronze                                               | Totalt                                               | Rang                                                 |                                                      |
| 1968 Mexico by                                       | 5                                                    | 11                                                   | 10                                                   | 26                                                   | 8                                                    | 1968 Grenoble    | 2                                                    | 2                                                    | 3                                                    | 7                                                    | 8                                                    |                                                      |
| 1972 München                                         | 13                                                   | 11                                                   | 16                                                   | 40                                                   | 4                                                    | 1972 Sapporo     | 3                                                    | 1                                                    | 1                                                    | 5                                                    | 6                                                    |                                                      |
| 1976 Montréal                                        | 10                                                   | 12                                                   | 17                                                   | 39                                                   | 4                                                    | 1976 Innsbruck   | 2                                                    | 5                                                    | 3                                                    | 10                                                   | 5                                                    |                                                      |
| 1980 Moskva                                          | Deltog ikke                                          | Deltog ikke                                          | Deltog ikke                                          | Deltog ikke                                          | Deltog ikke                                          | 1980 Lake Placid | 0                                                    | 2                                                    | 3                                                    | 5                                                    | 12                                                   |                                                      |
| 1984 Los Angeles                                     | 17                                                   | 19                                                   | 23                                                   | 59                                                   | 3                                                    | 1984 Sarajevo    | 2                                                    | 1                                                    | 1                                                    | 4                                                    | 8                                                    |                                                      |
| 1988 Seoul                                           | 11                                                   | 14                                                   | 15                                                   | 40                                                   | 5                                                    | 1988 Calgary     | 2                                                    | 4                                                    | 2                                                    | 8                                                    | 8                                                    |                                                      |
| Totalt                                               | 56                                                   | 67                                                   | 81                                                   | 204                                                  |                                                      | Totalt           | 11                                                   | 15                                                   | 13                                                   | 39                                                   |                                                      |                                                      |